# Herbita vinosata
Herbita vinosata là một loài bướm đêm trong họ Geometridae.